# Grewia limae
Grewia limae é uma espécie de angiospérmica da família Tiliaceae.
Apenas pode ser encontrada no seguinte país: Moçambique.